# Даниел Вълчев
Даниел Василев Вълчев е български юрист, адвокат, политик, заместник министър-председател и министър на образованието и науката, между 17 август 2005 и 27 юли 2009 г. Професор по обща теория на правото и обща теория на държавата в Софийския университет. Адвокат, член на Софийската адвокатска колегия.

## Биография

### Произход и академична кариера
Роден е на 10 август 1962 г. в Бургас, България. Баща му е капитан на кораб. И двамата му родители са родени в Малко Търново. Възпитаник е на Четвърта езикова гимназия във Варна. През 1987 г. се дипломира в Юридическия факултет на Софийския университет „Св. Климент Охридски“. През мандата на президента Желю Желев е юридически съветник в президентството.
Специализира в Международния институт за публична администрация (IIAP, Cycle court) – Париж, 1991 г.; Военен колеж на НАТО (NATO Defense college – CSCE course) – Рим, 1992 г.
Защитава докторат по право през 1995 г. с дисертация на тема „Държавна власт и народен суверенитет“. От 2004 г. е доцент, а от 2013 г. професор в СУ в Юридически факултет, катедра „История и теория на държавата и правото“. Води курсове по Обща теория на правото, Политически и правни учения, Обща теория на държавата, Защита на правата на човека и др.

### Политическа кариера
Народен представител и председател на Постоянната комисия по европейска интеграция и член на Комисията по правни въпроси в XXXIX народно събрание. Съпредседател на Съвместния парламентарен комитет – България – Европейски съюз,
представител на Народното събрание на Република България в Конвента за бъдещето на Европа, изготвил проект на Европейска конституция – март 2002 – юли 2003 г. Народен представител в XL народно събрание, избран от листа на НДСВ.
Вълчев е известен с връзките си с шефа на разузнаването преди 1989 г. Любен Гоцев, с бившия министър на отбраната Димитър Луджев, който го назначава в ръководеното от него министерство, с банкера Емил Кюлев и други политици и крупни бизнесмени. В XXXVI народно събрание Даниел Вълчев и свързана с него фирма са разследвани за корупция и участие в източване на държавно дружество.
Даниел Вълчев е министър на образованието и науката, между 17 август 2005 и 27 юли 2009 г. По време на неговото управление са извършени промени в образователната система. Той е министърът, който въвежда делегирани (самостоятелни) бюджети за българските училища, външното оценяване всяка година на всеки ученик. През 2007 г. се провежда учителска стачка, която е най-голямата и продължителна учителска стачка в България.

### Бизнес активности
Участник е и в икономическия живот на България след 1989 г. Във фирмата „Филимко“ АД е бил съдружник на Любен Гоцев (1997 г.), работил е и с Емил Кюлев и с други главни действащи лица на българския преход. Бил е член и на ръководството на солидни фирми в туристическия, застрахователния и други браншове като „Златни пясъци“, ЗАД „Булстрад-живот“, „Ривиера ИН“ АД, „Сигма“ ООД, „Ривиера Мениджмънт“ АД, „Албин Корпорейшън“ (от Британските Вирджински острови), „Росексимбанк“ АД (като представител на „Демекско консултантс“ ООД, Република Кипър) и други.
Владее английски, френски и руски език.

### Декан на Юридическия факултет на Софийския университет
На 8 април 2019 г. Даниел Вълчев е избран за декан на Юридическия факултет на Софийския университет, сменяйки Сашо Пенов. За и при избирането му не се споменава от него, като бивш министър на образованието, за ключовия проблем с подготовката на юридическите кадри, която е на обидно ниско равнище в България, според бившия декан и зам.-ректор Живко Миланов.

## Награди и отличия
- Почетен доктор на Университета „Сока“ – Токио[7] и почетен професор на Шанхайския университет.
- Национален орден „За заслуга“ – държавен орден, връчен от Президента на Френската република.
- Орден на звездата на италианската солидарност – държавен орден, връчен от Президента на Италианската република.
- Притежател на черен колан III дан, по киокушинкай.[8]

## Семейство
Даниел Вълчев е разведен. Има две дъщери – Силвана Даниелова Вълчева и Калина Даниелова Вълчева. В началото на септември 2013 му се ражда и син.

### Научни изследвания
Монографии и сборници с научни статии
- Държавна власт и народен суверенитет, монография, Университетско издателство „Св. Климент Охридски“, София, 1996
- Студии по история на европейската философия на правото, сборник студии, Издателство СИБИ, София, 1999
- От апология на правната норма към теория на правния ред, Университетско издателство „Св. Климент Охридски“, София, 2003
- Валидност и легитимност в правото, монография, Издателство „Сиела“, София, 2012
- Лекции по Обща теория на държавата, сборник лекции, Издателство „Сиела“, София, 2013
- Лекции по Обща теория на правото, част първа, Издателство „Сиела“, София, 2016

По-важни научни публикации в сборници и в периодиката
- „Общественият договор“ на Русо – химн на свободата и предчувствие за тоталната власт, студия – послеслов към Жан-Жак Русо, „За обществения договор“, Издателство „ЛИК“, София, 1996
- „Народен суверенитет и политически организации в обществото“, сп. „Държава и право“, кн. 4, 1990
- „Народен суверенитет и учредителна власт“, сп. „Държава и право“, кн. 10, 1990
- „Към проблема за носителя на суверенитета“, сп. „Правна мисъл“, кн. 3, 1991
- „La crise des systèmes normatifs dans les sociétés post-communistes et le maintien de l'ordre“, сб. „Normes et déviances en Europe“, Edition L'Harmattan, Paris, 1994
- Понятието „суверенитет“ в учението на Жан Боден и класическата немска публичноправна доктрина", сп. „Правна мисъл“, кн. 2, 1995
- „Проблемът за държавата в традиционния юридически позитивизъм и в чистото учение за правото на Келзен“, сп. „Съвременно право“, кн. 5, 1995
- „Правата на човека и съвременната държава“, сп. „Съвременно право“, кн. 6, 1997
- „Проблемът за справедливостта и правото в учението на Аристотел“, сп. „Съвременно право“, кн. 5, 1998
- „Демокрацията като децентрализирано правосъздаване“, сп. „Съвременно право“, кн. 4, 2000
- „Норберто Бобио и раждането на италианската аналитична школа“, сп. „Съвременно право“, кн. 4, 2004
- „Ред, закон и държава в учението на Платон – Космос“, сп. „Съвременно право“, кн. 6, 2009
- „Ред, закон и държава в учението на Платон – Полис“, сп. „Съвременно право“, кн. 2, 2010
- „Държавата като самия правен ред“, сп. „Правна мисъл“, кн. 4, 2010

### Белетристика
Сборници с разкази
- Да обичаш на инат, Издателство „Сиела“, София, 2009, 108 стр.
- 8 1/2 разкази, Издателство „Сиела“, София, 2011, 88 стр.
- Разкази, Издателство „Сиела“, София, 2017, 192 стр.